# Boží Dar
Boží Dar (in tedesco Gottesgab) è una città della Repubblica Ceca facente parte del distretto di Karlovy Vary, nella regione omonima.